# Clara von Sydow
Clara Auguste Beda von Sydow (* 17. Juni 1854 in Stettin; † 18. November 1928 in Stralsund) war eine deutsche Schriftstellerin.
Clara von Sydow war das älteste von sieben Kindern aus der zweiten Ehe des Militärpfarrers Oskar von Sydow (1811–1886) mit Ida von Hagen. Als ihr Vater Superintendent an der Pfarrkirche Altenkirchen wurde, zog er mit seiner Familie nach Altenkirchen.
Sie wuchs in Altenkirchen auf. Sie erhielt zunächst Unterricht durch ihren Vater und durch Hauslehrer. Ab 1867 besuchte sie die Höhere Töchterschule in Frankfurt (Oder), kehrte aber bereits mit 15 Jahren nach Hause zurück. Ab 1872 besuchte sie das Lehrerinnenseminar in Frankfurt/Oder, wo sie 1873 ihr Examen bestand. Sie stand in engem Kontakt mit dem Schriftsteller Ernst von Wildenbruch, durch den sie in ihrem literarischen Eifer bestärkt wurde. Nach dem Tod ihres Vaters übersiedelte sie 1887 nach Berlin. Später siedelte sie von Berlin nach Stralsund um. In Berlin und in Stralsund arbeitete sie als Lehrerin. 
Sie schrieb und veröffentlichte Gedichte, Novellen und Dramen. Auch auflagenstarke Zeitschriften wie Deutsche Rundschau, Westermanns Monatshefte und Die Gartenlaube veröffentlichten ihre Arbeiten. 

## Werke (Auswahl)
- Was macht man auf Hohenstein? Berlin 1881. (Novellen)
- Das selbe Lied. Berlin 1884. (Novelle)
- Annina von Murano. 1887. (Drama)
- Alte Gefährten. Dresden 1887. (Zwei Novellen: Die Silhouette, Spätsommer)
- Der Ausweg. 1893. (Novelle)
- Einsamkeiten. München 1911, Dresden 2014. (Novelle)